# Victoriano Huerta
José Victoriano Huerta Márquez (Colotlán, Jalisco; 23 de diciembre de 1850-El Paso, Texas; 13 de enero de 1916) fue un político, ingeniero, militar y dictador mexicano de etnia huichol que se desempeñó como presidente de México del 19 de febrero de 1913 al 15 de julio de 1914 como resultado de un golpe de Estado en el episodio histórico conocido como la Decena Trágica.
Comenzó su carrera militar durante la presidencia de Porfirio Díaz y, durante el gobierno democráticamente electo de Francisco I. Madero, logró ascender a general en la primera fase de la Revolución mexicana. En febrero de 1913, dirigió una conspiración contra Madero, quien le encargó la defensa de la Ciudad de México durante una insurrección iniciada por los generales Bernardo Reyes y Félix Díaz conocida como la Decena Trágica, donde tras varios días de combate dentro de la urbe, tanto Madero como su vicepresidente, José María Pino Suárez, fueron depuestos, arrestados y posteriormente asesinados. 
El golpe de Estado fue apoyado por el Imperio Alemán y por los Estados Unidos, durante la presidencia de William Howard Taft. Sin embargo, el gobierno del presidente Woodrow Wilson se negó a reconocer el nuevo régimen y permitió la distribución y venta de armas a las fuerzas rebeldes. Muchas de las grandes potencias de aquel momento reconocieron el régimen golpista, pero ante el triunfo de las fuerzas revolucionarias contra Huerta, estos terminaron por retirarle su apoyo, ante las propias amenazas del gobierno de Wilson. 
Finalmente Huerta fue forzado a dimitir en julio de 1914 y huyó al exilio tras apenas 17 meses en la presidencia, luego de la rendición del Ejército Federal. Fue arrestado en 1915 por autoridades estadounidenses por intentar negociar con espías alemanes en el marco de la Primera Guerra Mundial (1914-1918) y murió en prisión.
Sus colaboradores durante la Revolución mexicana fueron conocidos como huertistas. Hasta la fecha, el militar sigue siendo despreciado por su papel en la muerte de Madero, y se le ha llegado a conocer con los sobrenombres de El Chacal o El Usurpador.

## Juventud y educación
De acuerdo con los registros que obran en los libros de la notaria parroquial de Colotlán, José Victoriano Huerta Márquez nació y fue bautizado el 23 de diciembre de 1850 en la población de Colotlán (otras fuentes señalan que nació el 23 de marzo de 1845 en la ranchería de Agua Gorda). Sus padres fueron Jesús Huerta Córdoba, originario de Colotlán, Jalisco y María Lázara del Refugio Márquez Villalobos, originaria de El Plateado, Zacatecas. Sus abuelos paternos fueron Rafael Huerta Benítez y María Isabel de la Trinidad Córdoba, el primero originario de Villanueva, Zacatecas y la segunda de Colotlán, Jalisco y fueron sus abuelos maternos José María Márquez y María Soledad Villalobos.
Huerta se identificaba así mismo como indígena y sus padres fueron registrados como huicholes, aunque se dice que su padre se refería así mismo como mestizo. Huerta aprendió a leer y a escribir en la escuela municipal dirigida por el párroco del lugar, lo que lo convirtió en una de las pocas personas capaces de hacerlo en todo Colotlán. Desde muy joven, Huerta se había resuelto por cursar una carrera militar como la única forma de escapar de la pobreza inherente de su pueblo. Su oportunidad llegó cuando tenía 15 años, cuando en 1869, el general Donato Guerra visitó Colotlán y expresó su deseo de contratar a un secretario particular. Huerta decidió ofrecerse como voluntario.
Como recompensa a sus servicios se le recomendó y concedió una beca para estudiar en el Colegio Militar, donde obtuvo notas sobresalientes que lo hicieron merecedor de un reconocimiento especial; el presidente Benito Juárez, el primer indígena en llegar a la presidencia, lo elogió durante su visita al colegio para entregar los reconocimientos a los cadetes con las siguientes palabras:

De los indios que se educan como usted, la patria espera mucho.

Durante su tiempo como cadete, Huerta fue un alumno especialmente destacado en matemáticas, lo que lo llevó a especializarse por las ramas de artillería y topografía. En 1876, durante la tensa transición presidencial de Sebastián Lerdo de Tejada a José María Iglesias a causa de la Revolución de Tuxtepec dirigida por el general Porfirio Díaz, y siendo aún cadete, Huerta intentó hacer un golpe de Estado a los 25 años junto con sus compañeros del Colegio Militar, a quienes se había dado la encomienda de vigilar el Palacio de Gobierno.

## Gestión militar

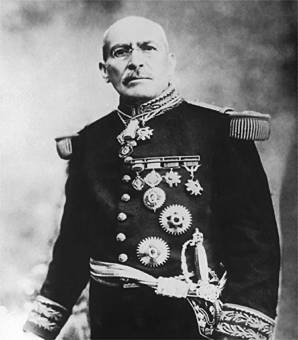
Victoriano Huerta en uniforme de gala y con condecoraciones.

Tras graduarse del Colegio Militar en 1877, Huerta fue comisionado dentro del Cuerpo de Ingenieros. Luego de recibir el grado de teniente dentro del mismo, fue puesto a cargo de los fuertes de Loreto y Guadalupe en Puebla, y del castillo de Perote en Veracruz. En ese mismo año se formó, por decreto presidencial, la Comisión Geográfica Exploradora, inicialmente con el fin de elaborar la primera carta general de la República Mexicana. Victoriano Huerta fue parte del primer equipo que se dedicó a hacer mediciones, planos y mediciones astronómicas por todo el país. En enero de 1879 fue promovido al grado de capitán y asignado al cuerpo de oficiales de la 4.ª División en Guadalajara, dentro del área de ingeniería. El oficial a cargo de la 4.ª División era el general Manuel González Flores, compadre del presidente Porfirio Díaz y presidente de México durante el periodo de 1880 a 1884.  Durante ese tiempo, González tomó bajo su protección a Huerta y su carrera prosperó. En la Ciudad de México, Huerta contrajo nupcias con Emilia Águila Moya, a quien conoció durante su servicio en Veracruz, el 21 de noviembre de 1880. El matrimonio engendró un total de 11 hijos. Los nombres de sus hijos vivos al momento de fallecer Huerta en 1916 eran Jorge, María Elisa, Víctor, Luz, Elena, Dagoberto, Eva y Celia. Huerta participó en las "campañas de pacificación" en Tepic y Sinaloa, donde se distinguió por su papel durante los combates. Era conocido por siempre asegurarse de que sus hombres recibieran sus pagas a tiempo, aún y cuando supusiera tener que hacerlo por medio de actos cuestionables y duros. Luego de una queja hecha por la Iglesia católica de que Huerta ordenó el saqueo de una iglesia para vender todo el oro y plata que esta contenía para pagarle a sus tropas, Huerta se justificó diciendo que "México puede vivir sin sacerdotes, pero no puede vivir sin soldados". En otra ocasión, tras una queja hecha por un banco, alegando que Huerta vació una de sus sucursales a punta de pistola para pagarle a sus hombres, Huerta argumentó que dejó un recibo comprometiéndose a pagar al banco lo robado cuando recibiera los fondos necesarios desde la Ciudad de México. Los siguientes 9 años, Huerta pasó su carrera militar realizando estudios topográficos en los estados de Puebla y Veracruz. Su posición le permitió viajar a diversas partes de la república de forma constante. Durante los años del Porfiriato, la influencia francesa en la cultura mexicana era muy fuerte y Huerta no fue ajeno a dicha corriente, dado que su héroe era Napoleón. Huerta apoyó incondicionalmente a Díaz al considerar que era lo más aproximado al ideal napoleónico, creyendo que México necesitaba de un "fuerte liderazgo" para alcanzar la prosperidad.
Para 1890 Huerta había alcanzado el grado de coronel. Entre 1890 y 1895, Huerta tuvo su residencia en la Ciudad de México, volviéndose un visitante frecuente de la residencia presidencial en el Castillo de Chapultepec, y como parte del séquito de Díaz. Si bien Huerta era apreciado dentro del Castillo por su comportamiento de un oficial correcto y eficiente, que trataba a sus subordinados con disciplina, y a sus superiores con cortesía, durante aquellos años comenzó a sufrir de insomnio y severos problemas de alcoholismo. En enero de 1895 lideró un batallón de infantería contra una rebelión en el estado de Guerrero dirigida por el general Canuto Neri. La rebelión fue apaciguada luego de que Díaz consiguió negociar exitosamente con Neri, quien se rindió a cambio de la promesa de la destitución del poco popular gobernador de aquel estado. Durante los combates, Huerta mostró una reputación de oficial implacable que se negaba a tomar prisioneros y que además continuó combatiendo contra los seguidores de Neri aún después de que Díaz había conseguido un cese a las hostilidades. En diciembre de 1900, Huerta dirigió una exitosa campaña militar contra los indios yaquis en Sonora. Durante la campaña militar, que casi fue una de exterminio, cuando Huerta no se encontraba dirigiendo sus fuerzas contra los Yaquis, se ocupó también en usar sus conocimientos de topografía para mapear el terreno sonorense. Desde el 12 de abril hasta el 8 de septiembre de 1901, Huerta también se encargó de sofocar, de forma implacable y violenta, varias rebeliones indígenas en Guerrero. En mayo de ese mismo año, fue finalmente promovido al rango de general. Durante 1901 hasta 1902 también combatió a los indios mayas en Yucatán y Quintana Roo. Durante la campaña, dirigió a un total de 500 hombres y combatió un total de 79 acciones militares durante el curso de 39 días. Luego de concluida la campaña militar, Huerta fue promovido a general brigadier y condecorado con la Medalla al Mérito Militar; al igual que ser promovido, a instancias de su amigo, el general Bernardo Reyes, exgobernador de Nuevo León y secretario de Guerra y Marina, como miembro de la Suprema Corte Militar de la Nación. En mayo de 1902 fue promovido a comandante de las fuerzas federales en Yucatán, y en octubre reportó a Díaz que el territorio finalmente había sido pacificado. Durante su estancia en Yucatán, se volvió cada vez más dependiente del alcohol y su salud comenzó a deteriorarse. Además de verse forzado a usar lentes de sol, alegando que no aguantaba los rayos del sol, Huerta desarrolló episodios de temblores y su dentadura comenzó a decaer, provocándole fuertes dolores. En agosto de 1903 fue comisionado a dirigir un comité encargado de reformar los uniformes del Ejército Federal. En 1907 se retiró del ejército alegando problemas de salud, luego de desarrollar cataratas mientras se encontraba en las selvas del sureste. Quiso entonces aplicar sus conocimientos técnicos al tomar el cargo de Jefe de Obras Públicas en la ciudad de Monterrey y comenzar a planificar un nuevo trazado de calles, e incluso en la construcción del Hotel Ancira.

## La revolución maderista

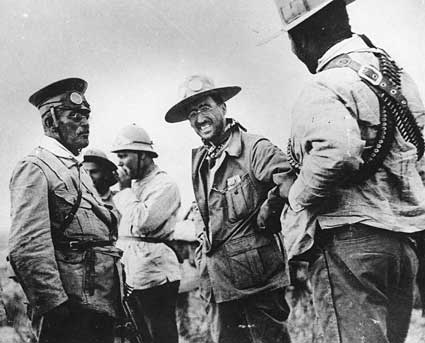
Victoriano Huerta (izquierda) junto a Emilio Madero, hermano del presidente (centro), y Pancho Villa (derecha), 1912.

En la víspera de la Revolución Mexicana convocada por Madero contra el régimen porfirista, Huerta se encontraba viviendo en la Ciudad de México, dando clases de matemáticas. Luego de iniciada la rebelión, Huerta se reincorporó al ejército con su antiguo rango, pero no participó en ninguna de las acciones iniciales de la revuelta. No obstante, tras la renuncia de Díaz, Huerta fue el encargado de escoltar el convoy presidencial de este al puerto de Veracruz que lo llevó al exilio en mayo de 1911.
Durante la presidencia interina de Francisco León de la Barra y la subsecuente elección de Madero a la presidencia en noviembre de 1911, Huerta llevó a cabo una cruenta campaña en el estado de Morelos para sofocar a las fuerzas de Emiliano Zapata. Entre las acciones llevadas a cabo por Huerta, se encontraba la quema de diversos poblados afines a los zapatistas y el subsecuente exterminio de sus habitantes. Estas acciones le llevaron a ser acusado de insubordinación por parte de Madero, quien estaba tratando de negociar con los zapatistas para el cese de las hostilidades. Huerta ya tenía varios antecedentes de oponerse a las fuerzas revolucionarias y a tomar parte en intrigas políticas contra Madero, y las acciones del militar fueron determinantes para que se suscitara un quiebre entre Zapata y Madero, que llevaría al primero a rebelarse contra el nuevo gobierno maderista con la proclamación del Plan de Ayala.
A pesar de que fue gracias a los esfuerzos de las tropas revolucionarias que la revolución convocada por Madero pudo triunfar contra Porfirio Díaz, Madero acordó con el gobierno interino de De la Barra que los revolucionarios debían de entregar las armas y que el Ejército Federal seguiría activo. Huerta declaró su lealtad al presidente Madero y se encargó de dirigir las fuerzas federales para apaciguar a todos aquellos que se negaron a seguir la orden de desmovilización como Pascual Orozco. Durante las acciones contra Orozco, Huerta tuvo un altercado con el comandante revolucionario Francisco Villa, que también se encontraba persiguiendo a Orozco. Huerta alegó que Villa se había negado a regresar unos caballos que sus hombres habían robado a las tropas de Huerta. Enfurecido, lo mandó arrestar y ordenó fusilarlo. Los hermanos del presidente Madero intervinieron y Villa sólo estuvo preso algunos días en la Ciudad de México, lo cual encolerizó a Huerta. Al regresar a la capital ratificó su lealtad al presidente Madero y mientras se sometía a un tratamiento de cataratas, Madero lo hizo renunciar.
Conforme la rebelión de Orozco se volvió una amenaza realmente seria para el gobierno de Madero, este se vio forzado a reconsiderar su posición y volvió a enviar a Huerta a combatir contra las fuerzas insurrectas y sofocarlas de un modo u otro. Bajo su mando, Huerta contaba con tropas del Ejército Federal y con tropas irregulares al mando de Villa que se habían unido al contingente en abril de 1912. Huerta ofreció a los seguidores de Orozco (llamados Orozquistas) amnistía, ante lo cada vez más debilitados que se encontraban de efectivos y capital. Finalmente, las fuerzas de Huerta derrotaron a las de Orozco en Rellano en mayo de 1912. Tras esa victoria, Huerta "se había vuelto de forma repentina en un héroe nacional de gran reputación".

## La traición
Conforme Madero fue perdiendo apoyo, diversos grupos internos y externos conspiraban para removerlo de la presidencia. El más conocido de todos fue el que realizó el sobrino de Porfirio Díaz, Félix Díaz, junto con los generales Bernardo Reyes y Manuel Mondragón, conocido a la postre como la Decena Trágica, la cual tuvo lugar del 9 al 19 de febrero de 1913. Los golpistas esperaban invitar a Huerta desde enero, pero este declinó sus ofertas por temor a solo ser utilizado y decidió esperar a cómo se desarrollaban los eventos, considerando que se esperaba que Félix Díaz sucediese a Madero tras el triunfo del golpe. Sin embargo, el primer día de los enfrentamientos, el 9 de febrero, el general Reyes murió en el combate y el general Lauro Villar, encargado de la defensa de Palacio Nacional, resultó herido. Tras la muerte de Reyes, Huerta fue designado por Madero como el nuevo encargado de la defensa. Esta decisión, de acuerdo con el historiador Friedrich Katz, "sería una que [Madero] pagaría con su vida." Habiendo asegurando aquella posición clave, Huerta se unió en secreto con los conspiradores y continuó con las negociaciones a espaldas del presidente. Su objetivo era el debilitar militarmente a Madero sin revelar su propia complicidad en la conjura.
A los pocos días, no obstante, Huerta fue descubierto por el hermano de Madero, Gustavo A. Madero, quien lo arrestó y lo acusó frente al presidente. Madero, nuevamente, no creyó las versiones y lo puso en libertad.
El embajador estadounidense, Henry Lane Wilson, fue uno de los mayores involucrados en la conspiración para destituir a Madero y artífice del Pacto de la Embajada, también conocido como Pacto de la Ciudadela. Wilson creía que Huerta no habría podido llevar a cabo el plan si no contaba con la certeza de que los Estados Unidos reconocerían el nuevo régimen. Tras varios días de combates dentro de la Ciudad de México entre las fuerzas leales y las insurrectas, Huerta hizo arrestar a Madero y al vicepresidente Pino Suárez y los mantuvo prisioneros dentro de Palacio Nacional el 18 de febrero de 1913. De acuerdo con lo acordado en el Pacto de la Embajada, Madero y Pino Suárez debían de partir al exilio y Huerta asumiría la presidencia.
Al principio Félix Díaz se sorprendió por la noticia, pues el plan inicial era que este ocuparía la presidencia al triunfo de la rebelión. Sin embargo, Huerta logró convencerlo de que lo dejase gobernar de manera interina para pacificar a los maderistas. El 22 de febrero de 1913 Madero y el vicepresidente Pino Suárez fueron escoltados durante la noche a la prisión de Lecumberri donde, tras ser llevados a la parte de atrás del edificio, fueron arteramente ejecutados.

## Periodo de usurpación

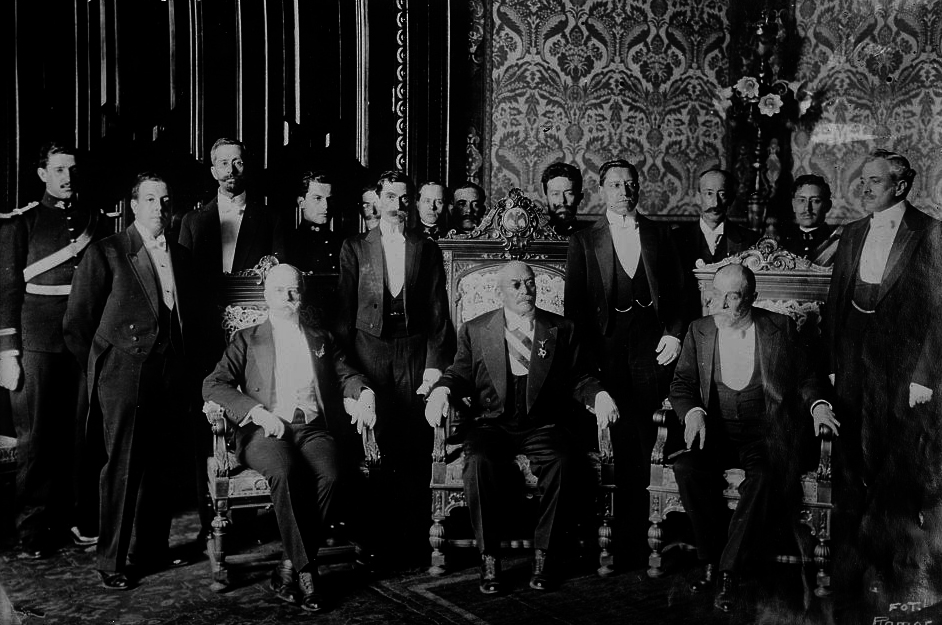
Victoriano Huerta y su gabinete, en 1913.

Para darle cierta apariencia de legitimidad al cuartelazo, Huerta hizo que el Secretario de Relaciones Exteriores Pedro Lascuráin asumiera la presidencia de forma provisional; según la Constitución de 1857, el Secretario de Relaciones se encontraba como el tercero en la línea sucesoria, detrás del vicepresidente y el Presidente de la Suprema Corte; aunque este también había sido destituido tras el golpe de Estado. Lascuráin designó a Huerta como Secretario de Interior, volviéndolo el siguiente en la línea para la presidencia. Después de poco menos de 45 minutos en la presidencia, Lascuráin renunció y entregó el poder a Huerta. En una sesión extraordinaria sucedida en medio de la noche, en un Congreso que se encontraba rodeado por las tropas leales a Huerta, los legisladores aprobaron la designación. Cuatro días más tarde, Madero y Pino Suárez eran ejecutados.
El gobierno huertista fue rápidamente reconocido por todas las potencias extranjeras, pero la administración del presidente estadounidense William Howard Taft se negó a reconocer el nuevo gobierno, como una forma de presionar al gobierno mexicano a resolver una disputa fronteriza en El Chamizal en favor de los Estados Unidos, a cambio del reconocimiento al gobierno de Huerta. Sin embargo el nuevo presidente estadounidense Woodrow Wilson, quien tenía una mayor inclinación por los gobiernos democráticos y un claro desagrado hacia Huerta, quien había asumido el poder por medio de un cuartelazo y estaba implicado en el subsecuente asesinato de Madero, estaba dispuesto a reconocer el nuevo gobierno siempre y cuando fuera ratificado en las urnas. Félix Díaz y el resto de los implicados en el cuartelazo veían a Huerta como un líder de transición y propusieron llamar a elecciones, esperando que fueran ganadas por Díaz y su plataforma católica y conservadora, sin embargo se llevaron una sorpresa al descubrir que Huerta no tenía intención de entregar la presidencia.

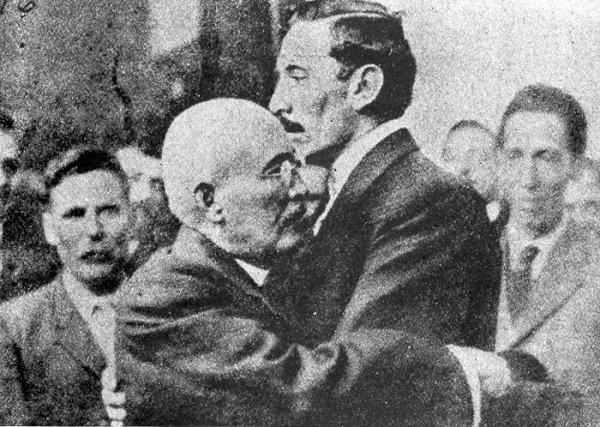
Victoriano Huerta a (izquierda) y Pascual Orozco (derecha) en un acto de reconciliación pública.

Huerta actuó rápidamente para consolidar su poder e inició negociaciones con el resto de los gobernadores. De igual modo se aproximó a Pascual Orozco, a quien anteriormente había combatido en nombre del gobierno maderista. Dado que Orozco aún conservaba el mando de un número considerable de fuerzas en Chihuahua y en parte de Durango, Huerta consideraba esencial conseguir su apoyo. Orozco se había rebelado contra Madero y Huerta, al haberlo destituido, veía la posibilidad de conseguir su apoyo. Durante una reunión con los representantes del gobierno huertista y las fuerzas orozquistas, Orozco estableció una serie de condiciones para poder declarar su apoyo al nuevo gobierno. Primero, Orozco pedía el reconocimiento de los servicios de sus soldados en contra de Madero y que estos fuesen empleados como rurales. Huerta se mostró conforme con los términos, y Orozco declaró públicamente su apoyo a Huerta el 27 de febrero de 1913. Al mismo tiempo, Orozco buscó negociar con Emiliano Zapata para hacer las paces con el gobierno de Huerta. Hasta ese momento, Zapata tenía a Orozco en alta estima como un colega revolucionario que se había rebelado contra el régimen maderista.  Sin embargo, para Zapata, el apoyo de Orozco a Huerta era imperdonable, diciendo que "Huerta representa la traición al ejército. Usted [Orozco] representa la traición a la Revolución."
Huerta intentó seguir consolidando su gobierno, y la clase media de la Ciudad de México pudo lograr importantes conquistas antes de ser suprimidos por el nuevo gobierno. Por ejemplo el caso particular de la Casa del Obrero Mundial. La Casa había convocado varias manifestaciones y huelgas, las cuales fueron en un principio toleradas por el régimen huertista. Sin embargo, conforme avanzó el tiempo, el nuevo gobierno suprimió las movilizaciones, y también arrestó y deportó a algunos de los líderes, para, finalmente, destruir el edificio que albergaba la sede de la Casa del Obrero. Huerta también buscó suprimir toda la agitación provocada en favor de la reforma agraria, que tenía su mayor punto focal en el estado de Morelos, por parte de las fuerzas de Emiliano Zapata. Una de las voces intelectuales en favor de la reforma agraria fue la de Andrés Molina Enríquez, quien en 1909 publicó un libro titulado Los grandes problemas nacionales en que denunciaba el mal reparto de tierras que hubo durante los años del Porfiriato. Molina Enríquez se había unido al gobierno huertista como parte de la Secretaría del Trabajo. Si bien había denunciado el golpe de Estado contra Madero, él había visto al nuevo gobierno de Huerta como un mal necesario que creía que necesitaba el país: el de un líder militar fuerte capaz de imponer las reformas sociales que México necesitaba, en beneficio de las masas. Sin embargo, a pesar del apoyo interno dentro del régimen huertista por reformas, Huerta optó por una creciente militarización de su gobierno, por lo que Molina Enríquez decidió renunciar.

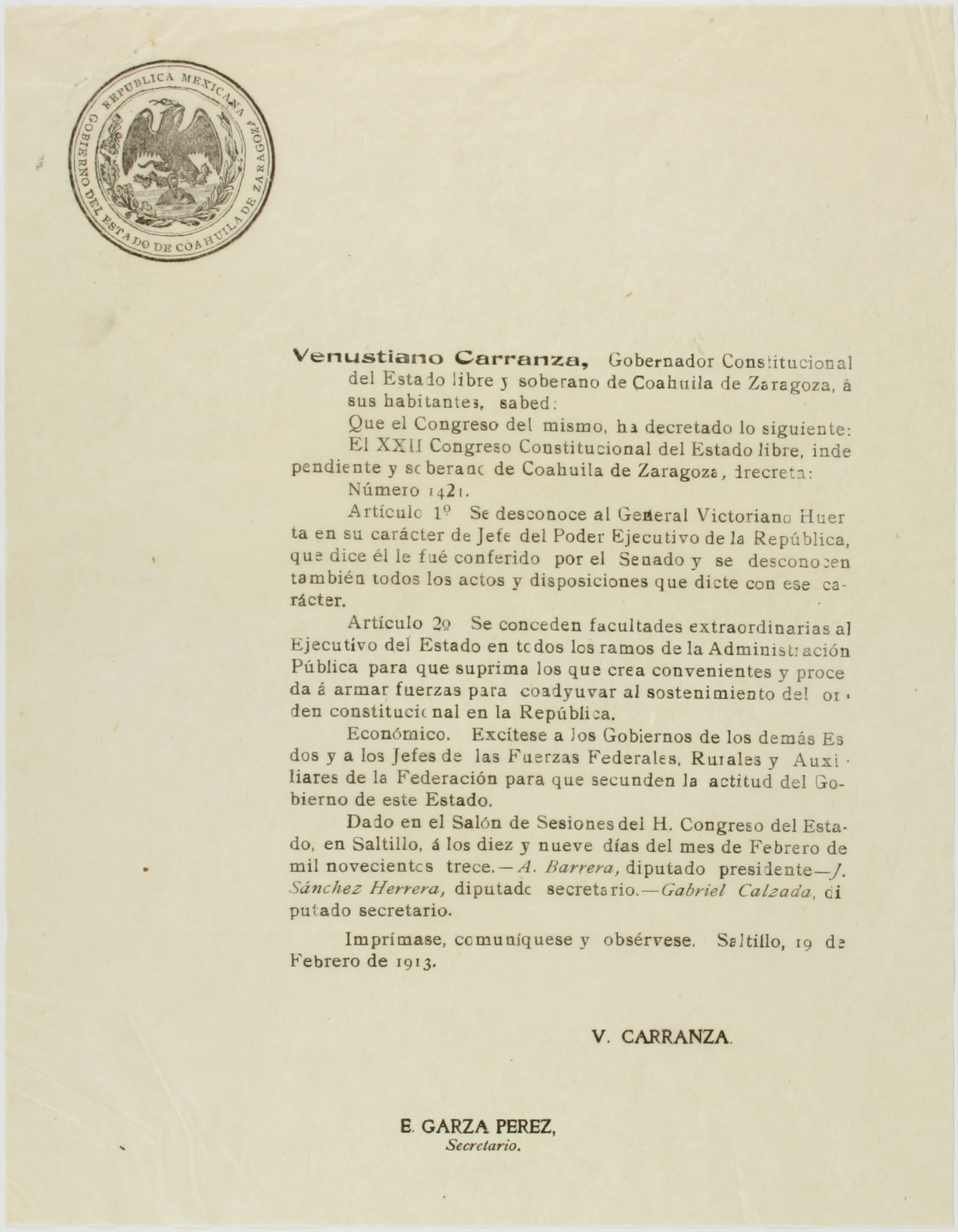
Venustiano Carranza desconoce a Victoriano Huerta como Jefe del Poder Ejecutivo de la República.

En Chihuahua, el gobernador Abraham González se negó a apoyar el nuevo régimen y Huerta mandó arrestarlo y posteriormente ejecutarlo en marzo de 1913. Sin embargo, el desafío más importante vino por parte del gobernador de Coahuila Venustiano Carranza, quien proclamó el Plan de Guadalupe, llamando a la formación de un Ejército Constitucionalista (evocando el espíritu de la Constitución de 1857) y desconociendo el gobierno usurpador y llamando a la restauración del orden constitucional. Algunos caudillos revolucionarios que se incorporaron al plan fueron Emiliano Zapata, quien también siguió leal a su propio Plan de Ayala; y los revolucionarios norteños Francisco Villa; y Álvaro Obregón. No obstante, el propio Pascual Orozco, decidió unirse en favor de Huerta contra los nuevos rebeldes. En el transcurso del verano de 1913, cuatro legisladores fueron asesinados por criticar el gobierno de Huerta. Sin contar con el respaldo popular, Huerta decidió convertir la negativa de Estados Unidos para reconocer su gobierno en un ejemplo del intervencionismo estadounidense en los asuntos internos de México, organizando diversas movilizaciones antiestadounidenses en el verano de 1913, con la esperanza de ganar el apoyo popular.
El historiador inglés Alan Knight escribió que: "La constante corriente política seguida por el régimen, de inicio a fin, fue el de la militarización: el crecimiento y subsecuente dependencia del Ejército Federal, la incorporación de militares en puestos públicos, la preferencia por soluciones militares por encima de las políticas, la militarización de la sociedad en general". Huerta, según Knight, "estuvo bastante cerca de convertir a México en un estado completamente militarizado". En principio, el objetivo principal de Huerta era el de volver a la época de "orden" del Porfiriato, pero sus métodos distaban mucho de los utilizados por Díaz, quien sabía cuando negociar; buscando el apoyo de las élites regionales, apoyándose tanto de los tecnócratas como de los oficiales del ejército, antiguos líderes guerrilleros, caciques y las élites provinciales para sostener su régimen. En tanto que Huerta dependía enteramente del ejército para sostenerse en el poder, dando a oficiales todos los puestos claves en la administración, independientemente de sus talentos, pues él buscaba gobernar el país con mano dura, creyendo que sólo las soluciones militares bastaban para controlar todos los problemas. Por esta razón, Huerta fue durante su presidencia aún más odiado que el propio Díaz; aún los zapatistas, que guardaban cierto respeto hacia Díaz y lo veían como un líder patriarcal que tuvo el suficiente tino de renunciar a la presidencia con dignidad en 1911, veían a Huerta como un bárbaro que mandó matar a Madero y buscaba aterrorizar al país por medio de la fuerza. Huerta odiaba también las reuniones con su gabinete, y lanzaba órdenes a sus ministros como si fuesen oficiales en su ejército; dejando ver un sentido de gobierno autocrático.
Conforme el gobierno de Huerta se fue convirtiendo gradualmente en una dura dictadura militar, el presidente de los Estados Unidos, Woodrow Wilson, se volvió abiertamente hostil al nuevo gobierno, destituyó a Henry Lane Wilson de su puesto como embajador y exigió a Huerta su renuncia para dar paso a nuevas elecciones. En agosto de 1913, Wilson impuso a México un embargo en compraventa de armamento, lo que forzó a Huerta a acercarse a los países europeos y a Japón para conseguir armas. Ante el gradual rechazo de la población ante las políticas de mano dura por parte del gobierno de Huerta, el senador chiapaneco, Belisario Domínguez, distribuyó copias de un discurso que no pudo pronunciar en el Senado, acusando a Huerta de iniciar una nueva guerra civil, de "cubrir de cadáveres todo el territorio nacional" con tal de no abandonar la presidencia, y de propiciar un conflicto con los Estados Unidos, al tiempo que llamaba al Congreso a destituir a Huerta antes de que envíe al país al abismo. Domínguez sabía que estaba arriesgando su vida al denunciar públicamente el régimen huertista y mandó lejos del país a su esposa e hijos antes de distribuir copias de su discurso. Domínguez fue inmediatamente arrestado por dos policías, además del hijo de Huerta y el yerno de este, y llevado al cementerio de Xoco en Coyoacán donde fue cruentamente asesinado por hablar contra el presidente Huerta. Su cuerpo desnudo fue enterrado en una tumba que sus asesinos ya habían preparado de antemano. El 10 de octubre de 1913, cuando el Congreso había anunciado el inicio de una investigación por la desaparición del senador Domínguez, Huerta ordenó a sus soldados a disolver la sesión para luego arrestar a un total de 110 senadores y diputados, de los cuales 74 fueron acusados de alta traición y enviados a trabajos forzados. Entre algunos de los presos políticos, figuró el futuro presidente de México Pascual Ortiz Rubio.
Para cuando Huerta asumió la presidencia, el Ejército Federal ascendía a un total de entre 45 a 50 mil efectivos. Huerta dedicó buena parte de su gobierno a fortalecer al ejército, expidiendo un decreto para el reclutamiento de 150 000 hombres en octubre de ese mismo año; otro más para reclutar 200 000 en enero de 1914, y un último para llegar a 250 000, en marzo de 1914. Ninguno de esos objetivos se logró debido a que la mayoría de los hombres se unieron a las filas del recién creado Ejército Constitucionalista de Carranza. Entre los efectivos del Ejército Federal, los rurales y las milicias estatales, Huerta contaba aproximadamente con 300 000 hombres, es decir alrededor del 4% de la población total, peleando bajo sus órdenes a inicios de 1914. Ante la reticencia de la población para unirse a sus filas, Huerta recurrió a la leva forzosa de vagabundos, criminales, rebeldes capturados, prisioneros políticos e indigentes para servir en el Ejército Federal. En Veracruz, obreros que se encontraban volviendo a sus casas tras el turno vespertino eran capturados y forzados a servir en el ejército, mientras que en la Ciudad de México, gente pobre que se encontraba en los hospitales o en casas de beneficencia eran reclutados a la fuerza. Igualmente, ante la noción de que los indígenas eran particularmente dóciles y sumisos, la leva se aplicó con mayor fuerza en el sur de México, donde la mayoría de la población era de ascendencia indígena. Cientos de miles de juchitecos y mayas fueron forzados a pelear en el norte, en asuntos que ellos sentían no eran de su incumbencia. Un testimonio de un visitante de Mérida escribió acerca de las "escenas desgarradoras" en que cientos de mujeres mayas salían a despedir a sus maridos, cargados de cadenas, quienes habían sido obligados a subir a los trenes que los llevarían a pelear al norte.
Los hombres reclutados por medio de la leva resultaron ser soldados poco efectivos, propensos a la deserción y los amotinamientos, por lo que Huerta decidió seguir una estrategia defensiva de mantener al ejército concentrado en los poblados grandes, dado que si se encontraban en campo abierto, estos podrían desertar o pasarse del lado de los rebeldes. Durante los años de 1913 a 1914, los Constitucionalistas pelearon con una ferocidad y coraje que el Ejército Federal no pudo nunca emular. En Yucatán, el 70% del ejército consistía en personas reclutadas de las prisiones, mientras que un batallón de "voluntarios" se componía de indios Yaqui capturados. En octubre de 1913, en el poblado de Tlanepantla, el 9.º Regimiento, que se encontraba, según reportes, bajo los influjos del alcohol y la marihuana, se amotinó, asesinó a sus oficiales y se unió al lado de los rebeldes. Para conseguir voluntarios, Huerta apeló al nacionalismo y los sentimientos anti-yanki en el otoño de 1913, contando en la prensa afín al régimen historias y rumores sobre una posible invasión norteamericana, y pidiendo a los patriotas a defender al país. Esta campaña de propaganda atrajo a algunos voluntarios de las clases medias, pero de inmediato se mostraban decepcionados al saber que combatirían a sus propios compatriotas en lugar de a los estadounidenses. En el México rural difícilmente existía un sentido de nacionalismo mexicano entre los campesinos. México para ellos era una abstracción que no significaba nada y la mayoría era leal solamente a sus propios poblados (sus "patrias chicas"). Ante esto, se puede concluir que la campaña patriótica que emprendió Huerta para conseguir voluntarios fue un rotundo fracaso. Otra forma de la que Huerta trató de conseguir voluntarios en el ejército fue el de permitir a los terratenientes a levantar sus propios ejércitos, bajo la apariencia de ser milicias estatales, pero pocos peones se ofrecieron a pelear, no digamos morir, por el gobierno del general Huerta, dado que los Constitucionalistas proponían una reforma agraria de triunfar contra el gobierno usurpador.
Cuando Huerta se negó a convocar elecciones, y con la situación aún más crítica debido al incidente de Tampico, el presidente Wilson ordenó la invasión del puerto de Veracruz.
Luego de las continuas derrotas infligidas al Ejército Federal por parte de Álvaro Obregón y Francisco Villa, que culminaron en la toma de Zacatecas, Huerta finalmente cedió a la presión tanto interna como externa, y renunció a la presidencia el 15 de julio de 1914.

## Exilio y muerte

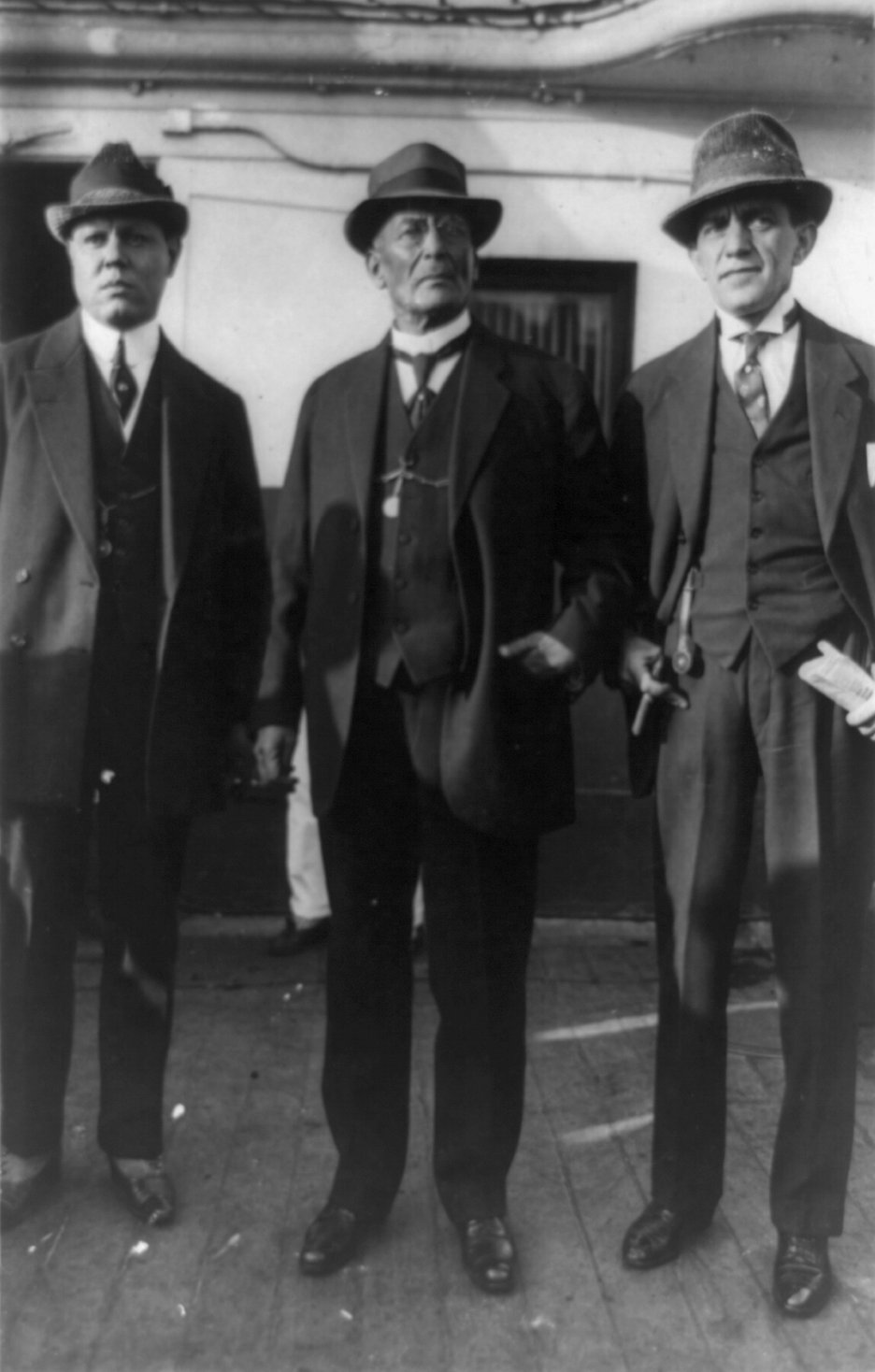
De izq. a der.: José C. Delgado, Victoriano Huerta y Abraham F. Ratner.

Huerta se fue al exilio, primero viajando a Kingston, Jamaica, a bordo del crucero alemán SMS Dresden. De ahí se dirigió a Reino Unido, llegando al puerto de Bristol el 16 de agosto de 1914, en el vapor británico HMS Patia de la United Fruit Company.  Después viajó a España (Barcelona y Madrid) y llegó a los Estados Unidos en abril de 1915.
Una vez iniciada en Europa la Primera Guerra Mundial, Huerta fue contactado por funcionarios del Imperio Alemán que le ofrecieron apoyo económico para intentar regresar al poder. Regresó a América en abril de 1915, llegando a Nueva York con su familia, donde logró entrevistarse con el capitán Franz von Rintelen, un oficial naval del espionaje alemán, quien le prometió dinero y armas para intentar un golpe de Estado en México y, a cambio, el régimen de Huerta debía de comprometerse a iniciar una guerra contra Estados Unidos, con la esperanza de que así se interrumpiese la venta de municiones que este país le hacía a los países aliados. Estas reuniones tuvieron lugar en el famoso Hotel Manhattan, las cuales fueron vigiladas por agentes del Servicio Secreto, al mismo tiempo que las conversaciones telefónicas que Huerta mantenía con von Rintelen eran continuamente interceptadas y grabadas.
Tras contactar con su antiguo rival Pascual Orozco y reclutarlo para su conspiración, Huerta viajó a El Paso, Texas, para encontrarse con él y varios seguidores con el objetivo de regresar a México e iniciar un levantamiento, pero el 27 de junio de 1915 fue detenido por las autoridades estadounidenses en la estación de tren de Newman, Nuevo México, junto con el propio  Orozco, siendo acusado de sedición así como de violar las leyes de neutralidad por conspirar junto con una potencia beligerante, porque para entonces el régimen de Wilson, si bien procuraba evitar la entrada de EE. UU. en la Gran Guerra, este mantenía simpatías hacia la Triple Entente. Huerta quedó encarcelado inicialmente en la prisión militar de Fort Bliss en Texas; tras pagar una fianza, se le permitió salir de la prisión militar y pasar a un arresto domiciliario debido a su muy mal estado de salud, pero al intentar nuevamente entrar en México fue encarcelado otra vez por las autoridades estadounidenses.
Según consta en el acta de defunción (Folio 1137, N.º de registro 364) Huerta murió a la edad de 63 años en el Hospital Providence de Fort Bliss Condado de El Paso el 13 de enero de 1916, víctima de cirrosis hepática, enfermedades ocasionadas por su conocido hábito de abusar del consumo de bebidas alcohólicas, especialmente el coñac, el cual consumía en enormes cantidades. Fue enterrado en el cementerio La Concordia, hasta que sus restos fueron inhumados al cementerio Evergreen, en El Paso. Aunque se mantuvo que la causa de su muerte estuvo causada por la cirrosis, también existieron fuertes sospechas de que podría haber sido envenenado por los Estados Unidos.